# Acmaeodera uvaldensis
Acmaeodera uvaldensis är en skalbaggsart som beskrevs av Knull 1936. Acmaeodera uvaldensis ingår i släktet Acmaeodera och familjen praktbaggar. Inga underarter finns listade i Catalogue of Life.